# Райська селищна рада
Райська се́лищна ра́да — орган місцевого самоврядування у складі Дружківської міської ради Донецької області. Адміністративний центр — селище міського типу Райське.

## Загальні відомості
- Населення ради: 1868 осіб (станом на 2001 рік)

## Населені пункти
Селищній раді підпорядковані населені пункти:
- смт Райське
- смт Новогригорівка
- смт Новомиколаївка
- с. Красний Кут
- с-ще Старорайське

## Склад ради
Рада складається з 16 депутатів та голови.
- Голова ради: Левчинський Вадим Валентинович
- Секретар ради: Мілентьєва Ольга Дмитрівна

### Керівний склад попередніх скликань
| ПІБ                            | Основні відомості                                                        | Дата обрання | Дата звільнення |
| ------------------------------ | ------------------------------------------------------------------------ | ------------ | --------------- |
| Левчинський Вадим Валентинович | Селищний голова, 1972 року народження, освіта вища, член Партії регіонів | 26.03.2006   | 31.10.2010      |
| Левчинський Вадим Валентинович | Селищний голова, 1972 року народження, освіта вища, член Партії регіонів | 31.10.2010   |                 |

Примітка: таблиця складена за даними джерела

### Депутати
За результатами місцевих виборів 2010 року депутатами ради стали:

#### За суб'єктами висування
| Суб'єкт висування           | Кількість обраних депутатів | %    |
| --------------------------- | --------------------------- | ---- |
| Партія регіонів             | 13                          | 81,3 |
| Самовисування               | 2                           | 12,5 |
| Комуністична партія України | 1                           | 6,3  |

#### За округами
| № округу                    | Прізвище, ім'я, по батькові   | Дата визнання обраним | Освіта         | Партійна приналежність            | Відомості про обраного депутата                                             |
| --------------------------- | ----------------------------- | --------------------- | -------------- | --------------------------------- | --------------------------------------------------------------------------- |
| Комуністична партія України |                               |                       |                |                                   |                                                                             |
| 7                           | Запівайло Марія Павлівна      | 04.11.2010            | Освіта середня | член Комуністичної партії України | амбулаторія смт Райське, медична сестра                                     |
| Партія регіонів             |                               |                       |                |                                   |                                                                             |
| 1                           | Лисенко Володимир Васильович  | 03.11.2010            | Освіта середня | член Партії регіонів              | ВАТ «Дружківський завод металевих виробів», начальник відділу               |
| 2                           | Ісаєв Павло Олександрович     | 03.11.2010            | Освіта середня | член Партії регіонів              | ВАТ «Дружківське рудоуправління», водій                                     |
| 3                           | Тищенко Ольга Анатоліївна     | 03.11.2010            | Освіта середня | член Партії регіонів              | тимчасово не працює                                                         |
| 4                           | Лазаренко Анатолій Іванович   | 03.11.2010            | Освіта середня | член Партії регіонів              | ВАТ «Дружківський машинобудівний завод», заступник директора по виробництву |
| 5                           | Красюк Світлана Миколаївна    | 03.11.2010            | Освіта середня | член Партії регіонів              | приватний підприємець                                                       |
| 6                           | Красюк Тетяна Петрівна        | 04.11.2010            | Освіта середня | член Партії регіонів              | клуб смт Райське, завідувачка                                               |
| 8                           | Запевайло Ніна Петрівна       | 04.11.2010            | Освіта середня | член Партії регіонів              | Райська селищна рада, головний бухгалтер                                    |
| 9                           | Передерій Віра Вахитівна      | 04.11.2010            | Освіта середня | член Партії регіонів              | навчально-виховний комплекс № 11, оператор котельні                         |
| 10                          | Ковальова Альбіна Геннадіївна | 04.11.2010            | Освіта середня | член Партії регіонів              | пенсіонер                                                                   |
| 11                          | Ушаков Юрій Олегович          | 04.11.2010            | Освіта вища    | член Партії регіонів              | навчально-виховний комплекс № 11, вчитель                                   |
| 13                          | Воробйов Ігор Володимирович   | 04.11.2010            | Освіта вища    | член Партії регіонів              | навчально-виховний комплекс № 11, директор                                  |
| 15                          | Ковальов Павло Васильович     | 04.11.2010            | Освіта середня | член Партії регіонів              | амбулаторія смт Райське, водій                                              |
| 16                          | Мілентьєва Ольга Дмитрівна    | 04.11.2010            | Освіта середня | член Партії регіонів              | Райська селищна рада, секретар                                              |
| Самовисування               |                               |                       |                |                                   |                                                                             |
| 12                          | Аляров Вагіф Авіз-огли        | 04.11.2010            | Освіта вища    | позапартійний                     | приватний підприємець                                                       |
| 14                          | Оришко Володимир Анатолійович | 04.11.2010            | Освіта вища    | позапартійний                     | пенсіонер                                                                   |